# Gorni Iuruți, Kărdjali
Gorni Iuruți (în bulgară Горни Юруци) este un sat în comuna Krumovgrad, regiunea Kărdjali,  Bulgaria. 

## Demografie
Componența etnică a satului Gorni Iuruți
     Bulgari (33,76%)
     Nicio identificare (66,23%)
     Altele (0%)
La recensământul din 2011, populația satului Gorni Iuruți era de 77 locuitori. Nu există o etnie majoritară, locuitorii fiind  și bulgari (33,76%). Pentru 66,23% din locuitori nu este cunoscută apartenența etnică.